# Helina occidentalisinica
Helina occidentalisinica är en tvåvingeart som beskrevs av Feng 2005. Helina occidentalisinica ingår i släktet Helina och familjen husflugor. Inga underarter finns listade i Catalogue of Life.